# Młody Piłsudski
Młody Piłsudski – polski serial telewizyjny biograficzny o marszałku Józefie Piłsudskim z 2019 roku, w reżyserii Jarosława Marszewskiego, z Grzegorzem Otrębskim w roli głównej. Zdjęcia kręcono w Przemyślu.
Pierwotnie serial był zatytułowany Ziuk. Młody Piłsudski i pod taką nazwą pilotowy odcinek został wyemitowany 11 listopada 2018 roku na antenie TVP1, z okazji 100. rocznicy odzyskania przez Polskę niepodległości. Do regularnej emisji serial trafił rok później, a tytuł został zastąpiony krótszym – Młody Piłsudski. Pierwszy odcinek wyemitowano 11 listopada 2019 roku, zaś łącznie do tej pory wyemitowano 13 odcinków.

## Fabuła
Serial opowiada o grupie spiskowców walczących z caratem na przełomie XIX i XX wieku. Głównym bohaterem jest młody Józef Piłsudski i jego najbliżsi przyjaciele – późniejsi premierzy i prezydenci II RP. Akcja toczy się w Wilnie, Petersburgu, Łodzi, Warszawie i Krakowie. Serial ma charakter sensacyjno-przygodowy. Rozpoczyna się od zamachu na cara Aleksandra II w Petersburgu w roku 1881, a kończy napadem na pociąg w podwileńskich Bezdanach w roku 1908, dokonanym przez Piłsudskiego i jego tytułowych bojowców. 
W pierwszym odcinku brat Józefa Piłsudskiego, Bronisław bierze udział w spisku przeciwko carowi Mikołajowi II. Obaj bracia zostają skazani na zesłanie do Syberii. 
W drugim odcinku podczas podróży do Kireńska na Syberii Józef poznaje kaukaskiego bojownika Dżamila. Obaj podejmują próbę ucieczki. Kończy się ona niepowodzeniem.

## Obsada
W serialu wystąpili, m.in.:
- Grzegorz Otrębski jako Józef Piłsudski
- Kuba Dyniewicz jako Józef Piłsudski w roku 1881
- Sebastian Cybulski jako Bronisław Piłsudski, brat Józefa
- Rafał Kowalski jako Bronisław Piłsudski w roku 1881
- Marek Kalita jako Józef Wincenty Piłsudski, ojciec Józefa
- Ewa Wencel jako Stefania Lipmanówna, ciotka Piłsudskich
- Urszula Grabowska jako Maria Piłsudska, matka Józefa
- Bogumiła Trzeciakowska jako Helena Piłsudska, siostra Józefa
- Julian Smolarz jako Adam Piłsudski, brat Józefa
- Iwo Rajski jako Jan Piłsudski, brat Józefa
- Franciszek Szymański jako Kazimierz Piłsudski, brat Józefa
- Michalina Furgał jako Maria Piłsudska, siostra Józefa
- Nina Szumowska jako Ludwika Piłsudska, siostra Józefa
- Marta Wiśniewska jako Zofia „Zula” Piłsudska, siostra Józefa
- Tomasz Leszczyński jako Michał Kanczer
- Philipp Mogilnitskiy jako Dżamil
- Jan Englert jako car Aleksander II
- Andrzej Nejman jako nauczyciel Lebiediew
- Wojciech Urbański jako Józef Łukaszewicz
- Krzysztof Oleksyn jako Przegaliński
- Robert Czebotar jako adwokat Makowiecki
- Bartosz Chajdecki jako Nikołaj
- Jacek Mikołajczak jako sybirak Zawieyski
- Marcin Pempuś jako sybirak Chomicz
- Waldemar Barwiński jako  sybirak Januszajtis
- Krzysztof Dracz jako sybirak Staniewski
- Eugeniusz Malinowski jako sybirak Maksymow
- Adam Szczyszczaj jako zesłaniec Karpowicz
- Beata Łuczak jako sybiraczka
- Joanna Kuberska jako Maria Piłsudska, żona Józefa Piłsudskiego
- Grzegorz Daukszewicz jako Aleksander Prystor
- Emilian Kamiński – gubernator Piotr Orżewski

## Spis serii
| Sezon | Odcinki | Odcinki | Premiera serii    | Finał serii       |
| ----- | ------- | ------- | ----------------- | ----------------- |
| Pilot | Pilot   | Pilot   | 11 listopada 2018 | 11 listopada 2018 |
| 1     | 13      | 1       | 11 listopada 2019 | 11 listopada 2019 |
| 1     | 13      | 2–13    | 8 grudnia 2019    | 23 lutego 2020    |